# 轻电铁议政府站
輕電鐵議政府站（：／ Gyeongjeoncheol-uijeongbu yeok */?）是議政府輕軌沿線的一座高架車站，位於韓國京畿道議政府市議政府洞。站內路線圖以議政府站（의정부역）稱之，但其正式站名為「輕電鐵議政府站」。

## 車站構造
站體為2面2線側式月台的高架車站，候車月台設有月台幕門。

### 月台配置
| 虎谷 ↑       |
| \| 上        |
| ↓ 議政府市廳 |

| 月台 | 路線          | 目的地                                                         |
| ---- | ------------- | -------------------------------------------------------------- |
| 上行 | ●議政府輕電鐵 | 虎谷、回龍、鉢谷方向                                           |
| 下行 | ●議政府輕電鐵 | 議政府市廳、東梧、京畿道廳北部廳舍、塔石、複合文化融合園區方向 |

## 歷史
- 2012年7月1日：落成啟用。

## 車站周邊
- 新世界百貨議政府店
- 議政府CGV
- 永豐文庫（朝鲜语：영풍문고）議政府店
- 議政府登記所
- 議政府市衛生所
- 韓國身心障礙者僱傭公團（朝鲜语：한국장애인고용공단）京畿北部支社
- 議政府站（韓國鐵道公社）

## 相鄰車站
議政府輕軌交通
●議政府輕電鐵
虎谷（U112）－輕電鐵議政府（U113）－議政府市廳（U114）